# Prapovijesna mjesta Jōmon kulture u sjevernom Japanu
Prapovijesna mjesta Jōmon kulture u sjevernom Japanu (jap. 北海道・北東北の縄文遺跡群) skupina je od 17 arheoloških lokaliteta Jōmonske kulture u japanskim pokrajinama Hokkaidō i sjeverni Tōhoku. Jōmonsko razdoblje je trajalo više od 10.000 godina i predstavlja „sjedilačku, predpoljoprivrednu i kompliciranu društvenu kulturu prapovijesnih ljudi” 
Ova mjesta su upisana na UNESCO-ov popis mjesta svjetske baštine u Aziji 27. srpnja 2021. godine jer „potvrđuju pojavu, razvoj, zrelost i prilagodljivost promjenama okoliša sjedilačkog društva lovaca-ribara-sakupljača koje se razvilo od oko 13.000. pr. Kr. Tada su izrazi Jomonske duhovnosti dobili opipljiv oblik u predmetima kao što su lakirane posude, glinene pločice s otiscima stopala, poznate figurice dogua s izokrenutim očima, kao i na ritualnim mjestima uključujući humke i velike kamene krugove koji dosežu promjere veće od 50 metara. Serija lokaliteta svjedoči o rijetkom i vrlo ranom razvoju predpoljoprivrednog starosjedilaštva od pojave do njegove zrelosti”.

## Zaštićeni lokaliteti
Svi zaštićeni lokaliteti su proglašeni za japansku nacionalnu kulturnu baštinu kao povijesna baština ili posebna povijesna mjesta Agencije ministarstva kulture ("Agency for Cultural Affairs" ili ACA).
| UNESCO ID | Naziv                                                              | Općina     | Prefektura | Bilješke | Slika | Koordinate                                            | ACA poveznica |
| --------- | ------------------------------------------------------------------ | ---------- | ---------- | --- | ----- | ----------------------------------------------------- | ------------- |
| 1632-001  | Ōdai Yamamoto I. 大平山元遺跡 Ōdai Yamamoto iseki                  | Sotogahama | Aomori     | Ruševine Odaira Yamamoto prate promjene u svakom razdoblju od druge polovice razdoblja gornjeg paleolitika (prije približno 20.000 godina) do početka razdoblja Jomon (prije otprilike 13.000 godina), kao i odnose razmjene s različitim dijelovima Japana. Rijetko je arheološko nalazište u sjevernom Japanu gdje je to moguće i iznimno je važno. |       | 41°04′02″N 140°33′18″E / 41.067288°N 140.554973°E     |               |
| 1632-002  | Kakinoshima 垣ノ島遺跡 Kakinoshima iseki                           | Hakodate   | Hokkaidō   | Smješten na obalnoj terasi okrenutoj prema Tihom oceanu u južnom Hokkaidu, ovo su najveće ruševine naselja na Hokkaidu za razdoblja Jomon. Ovo je jedino nalazište na Hokkaidu koje prati prijelaz naselja iz prve polovice ranog razdoblja u drugu polovicu kasnijeg razdoblja, kao što je sustav grobnica iz prve polovice ranog razdoblja, prekid naselja zbog vulkanske erupcije prve polovice ranog razdoblja, te ostaci nasipa ranog razdoblja. |       | 41°55′44″N 140°56′51″E / 41.928861°N 140.9475°E       |               |
| 1632-003  | Kitakogane tumul 北黄金貝塚\|北黄金貝塚 Kitakogane kaizuka         | Date       | Hokkaidō   | |       | 42°24′07″N 140°54′38″E / 42.40203392°N 140.91064837°E |               |
| 1632-004  | Tagoyano tumul 田小屋野貝塚 Tagoyano kaizuka                       | Tsugaru    | Aomori     | Nekoliko naselja sjeverno od Kamegaoke nalazi se humak koji se uglavnom sastoji od školjaka. Otkriveno je Nawamon zemljano posuđe, kamene sjekire, utezi, kameni vrhovi strijela itd., što ga čini lokalnom znamenitošću baštine. |       | 40°53′17″N 140°20′21″E / 40.888176°N 140.339233°E     |               |
| 1632-005  | Kamegaoka nekropola 亀ヶ岡石器時代遺跡 Kamegaoka sekki-jidai iseki | Tsugaru    | Aomori     | Smješten u planini Mikako i nizinama jugoistočno od nje, postoje slojevi pješčane gline i 3 do 4 sloja treseta ispod rižinih polja, a poznat je po tome što sadrži prepoznatljivo posuđe od zemlje i kamena s uzorkom užeta. |       | 40°53′06″N 140°20′22″E / 40.884895°N 140.339569°E     |               |
| 1632-006  | Futatsumori 二ツ森貝塚 Futatsumori kaizuka                         | Shichinohe | Aomori     | |       | 40°44′54″N 141°13′47″E / 40.74845883°N 141.22984087°E |               |
| 1632-007  | Sannai Maruyama 三内丸山遺跡 Sannai-Maruyama iseki                 | Aomori     | Aomori     | Nalazište Sannai-Maruyama veliko je mjesto starog i srednjeg Jomona koje pokriva 35 ha na visoravni na desnoj obali rijeke Okidate, koja teče sjeveroistočno kroz središte grada Aomori i ulijeva se u zaljev Aomori. Mjesto je bilo poznato još iz razdoblja Edo, ali 1994. godine otkrivena je važnost ruševina i donesena je odluka da se sačuvaju. Otkriveno je da su sustavno postavljeni ostaci poput jama, velikih ukopanih stubnih građevina i ostataka nasipa. Osim toga, otkriveno je mnoštvo relikvija koje pokazuju stil života, sredstva za život, razmjenu i prirodno okruženje tog vremena. Osim toga, od 1998. do 2000. godine obavljena su istraživanja na grobnom prostoru koji se sastoji od prstenastih grobnica, grobnica u kamenu i jamskih grobnica na jugozapadu sela, kao i ostataka 170 m dugog puta koji vodi od centra sela do ovog groblja. Kao rezultat ovih istraživanja dobiveni su važni tragovi za rasvjetljavanje sadržaja i društvene organizacije sela. |       | 40°48′40″N 140°41′55″E / 40.81103046°N 140.69849073°E |               |
| 1632-008  | Ōfune 大船遺跡 Ōfune iseki                                         | Hakodate   | Hokkaidō   | Ruševine Ofune nalaze se na širokoj terasi na nadmorskoj visini od oko 45 m na lijevoj obali rijeke Ofuna, od grada Minamikayabe na jugozapadu prema sjeveroistoku i moru, a održavalo se od početka do kraja srednjeg razdoblja Jomon. Na jugoistočnoj strani ruševina nalazi se stambeno područje koje se sastoji od više od 100 jamskih nastambi i „nasipnih ostataka” gdje je bačena velika količina relikvija i zemlje. Osim toga, humci i relikvije raspoređene su na sjeverozapadnoj strani ruševina. Mnoga mjesta za stanovanje u jamama su eliptičnog tlocrta, a mnoga od njih su velika s duboko ukopanim podovima. Iskopane relikvije uključuju veliku količinu kamenih ploča, džepnog kamenja, keramike i drugih svakodnevnih alata, kamenih šipki i privjesaka od nefrita, kao i ostatke životinja kao što su kitovi, krzneni tuljani, tuna i bakalar, kao i stajska trava, srebroperajna tuna, žutoperajna tuna i tuna.                                                        |       | 41°57′29″N 140°55′27″E / 41.95794955°N 140.9243044°E  |               |
| 1632-009  | Goshono 御所野遺跡 Goshono iseki                                   | Ichinohe   | Iwate      | Ovo mjesto je veliko naselje koje je izgrađeno u drugoj polovici srednjeg Jomon razdoblja. Nakon toga izgrađeni su terminalni grobni humci od razdoblja Nara do početka razdoblja Heian. Iz Jomonskog razdoblja su male jamske nastambe promjera 2 do 3 metra do velike promjera većeg od 10 metara. Svaka od njih ima otvoreni prostor u središtu, okružen grobovima, kamenim rasporedima i građevinama od stupova. Grobovi su ovalnog oblika s dugim promjerom od oko 1 metar, a smatra se da su raspoređeni u skupine od oko 20 u skupinama od oko 10. Južno od dva prstenasta kamena niza, ostaci nasipa oblikuju luk. U unutrašnjosti se nalaze mnoge peći na otvorenom i velika količina relikvija kao što su zemljano i kameno posuđe, ulomci keramike s reljefima ljudskog tijela, jantar, spaljene životinjske kosti i sjemenke biljaka. |       | 40°11′53″N 141°18′23″E / 40.19815136°N 141.30645834°E |               |
| 1632-010  | Irie tumul 入江貝塚 Irie kaizuka                                   | Tōyako     | Hokkaidō   | |       | 42°32′50″N 140°46′13″E / 42.54710056°N 140.77019889°E |               |
| 1632-011  | Takasago tumul 高砂貝塚 Takasago kaizuka                           | Tōyako     | Hokkaidō   | |       | 42°32′50″N 140°46′13″E / 42.54710056°N 140.77019889°E |               |
| 1632-012  | Komakino kameni krug 小牧野遺跡 Komakino iseki                     | Aomori     | Aomori     | Ruševine se nalaze na ravnom tlu na nadmorskoj visini od oko 145 metara, prekriveno piroklastičnim tokom vulkana Hakkoda i vulkanskim pepelom Tsukimina. Vanjski pojas ima promjer oko 35 metara, a unutarnji pojas ima promjer oko 29 metara. Južno i sjeverno od ovog kamenog niza nalazi se nekoliko kružnih kamenih rasporeda promjera oko 2 metra i kružnih kamenih rasporeda promjera oko 4 do 6 metara. Na unutarnjem zidu zapadne strane, koji je okrenut prema dolje prema istoku, nalaze se veliki, dugi, tanki kamenovi, a između njih tri do šest plosnatih kamenova koji su naslagani visoko kao kameni zid. Vanjski prostor okrenut prema istoku i dnu prema zapadu relativno je pažljivo izveden. Između vanjskog i unutarnjeg pojasa, zemljano posuđe za lijesove od staklenki jedinstveno za keramiku Jukoshinai tipa I oslikano crvenim pigmentom bilo je pokopano na tri lokacije, po jedna na sjeveru, zapadu i istoku.                                                  |       | 40°44′19″N 140°43′43″E / 40.7385616°N 140.72862813°E  |               |
| 1632-013  | Isedōtai kameni krugovi 伊勢堂岱遺跡 Isedōtai iseki                | Kita-Akita | Akita      | Ruševine Isedotai nalaze se na širokoj terasi na nadmorskoj visini od 40 do 50 m, koju sa sjeverne strane presijeca željeznica Akita Nairiku Jukan. Početkom kasnog razdoblja Jomon, plato je isklesan ravno, na rubu platoa sa sjeveroistočne strane stvorene su terase, okruženi su plitkim opkopima kako bi se podijelilo područje, a postavljeni su kameni grobovi i kameni rasporedi. U okolici su pronađeni mnogi jamski grobovi vezani uz kameni krug. Također je iskopan velik broj alatki i relikvija u močvari koja se proteže na sjeveroistočnoj strani i sjeveroistočnom kutu kamenog kruga. Glinene figurice, zemljano posuđe u obliku gljiva, stožasto posuđe, zemljano posuđe u obliku životinja, zvonoliko posuđe, minijaturno posuđe, tronožno posuđe i mnoge druge ritualne relikvije, kao i svakodnevne upotrebe kao što su zemljano posuđe, kameni vrhovi strelica, svrdla za kamen, i kamene žlice.                                                                     |       | 40°12′05″N 140°20′54″E / 40.20140097°N 140.34830948°E |               |
| 1632-014  | Ōyu kameni krugovi 大湯環状列石 Ōyu kanjōresseki                   | Kazuno     | Akita      | Smještene oko 3 kilometra jugozapadno od Oyu-choa, ruševine se nalaze na brdovitom platou Oaza Naka-dori. kameni pojasevi raspoređeni su gotovo kružno, a prstenasti pojasevi koji se jasno prepoznaju su dvostruki, iznutra i izvana, ali ima i kamenja u središtu. Ostaci Nonakada imaju vanjski promjer od oko 40 metara, dok ostaci Manze imaju vanjski promjer od oko 40 metara. Smatra se da su ovi kameni prstenasti pojasevi sastavljeni od kombinacije kružnog ili dijamantnog oblika kamena, koji se usredotočuje na središnje kamene pilastre i riječno kamenje radijalno položeno po obodu. Ostaci su prekriveni slojem vulkanskog pepela i uključuju Jomon keramiku, kamene alate i glinene figure. |       | 40°16′17″N 140°48′16″E / 40.27133697°N 140.80431892°E |               |
| 1632-015  | Kiusu grobni kružni humci キウス周堤墓群 Kiusu shūteibo-gun        | Chitose    | Hokkaidō   | Skupina grobnica Chiusu Tsutsuike nalazi se na istočnoj strani nizine od ravnice Yufutsu do ravnice Ishikari u središnjem Hokkaidu i na zapadnoj strani brda Umaoi. Ukupno ima 14 prstenastih nasipa, 7 na južnoj obali rječice koja teče s istočnih brda u Chotsu-numa, 1 na sjevernoj obali i 6 na širokom području od oko 3 kilometra do jugozapad. Od njih, 10 ih je danas prepoznato kao izvanredan povijesni krajolik. Grobnice su ovalnog oblika s dužinskim promjerom od 1 do 2 metra, a neke imaju uspravno kamenje i male rupe. Osim toga, pronađeno je mnogo ulomaka keramike, što svjedoči kako se radi o tipu kolektivne grobnice gdje su mnoge grobnice izgrađene unutar nasipa. |       | 42°53′09″N 141°42′59″E / 42.88578385°N 141.71640587°E |               |
| 1632-016  | Ōmori Katsuyama kameni krug 大森勝山遺跡 Ōmori Katsuyama iseki     | Hirosaki   | Aomori     | Smješteno sjeveroistočno od planine Iwaki, ovo je mjesto naselja koje se uglavnom sastoji od kamenih krugova koji datiraju s početka kasnog Jomon razdoblja. Osim što pojašnjava proces izrade kamenog kruga, on je najnoviji među kamenim krugovima, a izuzetno je vrijedan jer pruža nova saznanja o njegovoj starosti i karakteristikama. |       | 40°41′56″N 140°21′30″E / 40.69889°N 140.35833°E       |               |
| 1632-017  | Korekawa 是川石器時代遺跡 Korekawa sekki-jidai iseki               | Hachinohe  | Aomori     | Nalazi se u Oaza Korekawa, a relikvije se nalaze na velikom području, ali glavna područja su Koaza Nakai i Koaza Ichioji. Otkriveno je da nalazište Nakai nalazi se na području blagog nagiba koje povezuje aluvijalno zemljište. Iz slojeva su iskopane drvene narukvice, drvene naušnice, drvene posude, crveno lakirani lukovi i drugi drveni proizvodi, kao i keramika u jomon stilu, kamenina, glinene figurice, posuđe od kosti i rožine itd. Ruševine Ichioji nalaze se jugozapadno od ruševina Nakai i nalaze se na visoravni koja vodi do planine. Ove ruševine predstavljaju važan materijal za proučavanje kulture Jomon u regiji Tohoku i od velike su akademske vrijednosti. |       | 40°28′25″N 141°29′28″E / 40.473722°N 141.491032°E     |               |

## Vanjske poveznice
|  | Zajednički poslužitelj ima još gradiva o temi Prapovijesna mjesta Jōmon kulture u sjevernom Japanu |

- Jōmon Prehistoric Sites in Northern Japan (engl.)